# Милко Петков
Милко Петков е български тенисист роден на 11 август 1970 г. в София. Състезател за Купа Дейвис. За отбора на България за Купа Дейвис има две победи и пет загуби.
Работи като треньор в тенис академията в Мюлхайм, Германия.

## Финали

### Загубени финали на сингъл (1)
| Година | Турнир   | Организатор | Категория |
| 1991   | Истанбул | ITF         | SAT 3     |

| Легенда                    |
| SAT Сателитна тенис верига |